# Vama Veche
Vama Veche (bulgarisch Иланлък; gagausisch Ilanlâk, osmanisch: Yilanluk) ist der südlichste Ort an der rumänischen Schwarzmeerküste, nur wenige hundert Meter von der bulgarischen Grenze entfernt. Er liegt in der südöstlichen Dobrudscha und im Kreis Constanța. Das Dorf ist Teil der Gemeinde Limanu. Unweit befindet sich der Grenzübergang Durankulak-Vama Veche.
Der Name Vama Veche bedeutet „Alter Zoll“. Diesen Namen erhielt der Ort im Jahre 1913, als infolge des Zweiten Balkankrieges die südliche Dobrudscha Rumänien angegliedert wurde und der Zoll weiter südlich in Ecrene (neben Albena) verlegt wurde. Trotz der Rückgabe der südlichen Dobrudscha an Bulgarien 1940 blieb der Name unverändert.
Der Ort hat etwa 250 Einwohner, größtenteils Gagausen, deren Vorfahren 1811 die Siedlung gründeten.
Zusammen mit dem nördlichen Nachbarort 2 Mai galt Vama Veche als Treffpunkt für Individualtouristen, Künstler und Nonkonformisten. Inzwischen wurde Vama Veche durch die Anziehungskraft dieses Rufes zwar kommerzialisiert, aber Camping am Strand ist nach wie vor erlaubt. Im Sommer treten so gut wie jeden Abend Livebands auf und die Kneipen haben in der Regel rund um die Uhr geöffnet. Ein Teil des Strandes ist für FKK-Badegäste eingerichtet.
Anders als in den meisten übrigen rumänischen Seebädern gibt es in Vama Veche keine großen Hotels, sondern private Pensionen. In den letzten Jahren wurden zwar einige neue Ferienvillen und Pensionen erbaut, die Errichtung großer Hotelkomplexe konnte jedoch von einer Bürgerinitiative verhindert werden. In der Nähe des Ortes, am Fuße der Steilküste, gibt es interessante Tauchgründe.
Jeden August findet ein großes Jazzfestival statt. Die bekannte rumänische Rockband Vama Veche hat sich nach dem Ort benannt.
Vama Veche ist nur individuell oder mit dem Minibus ab Bahnhof Mangalia zu erreichen.

## Bilder

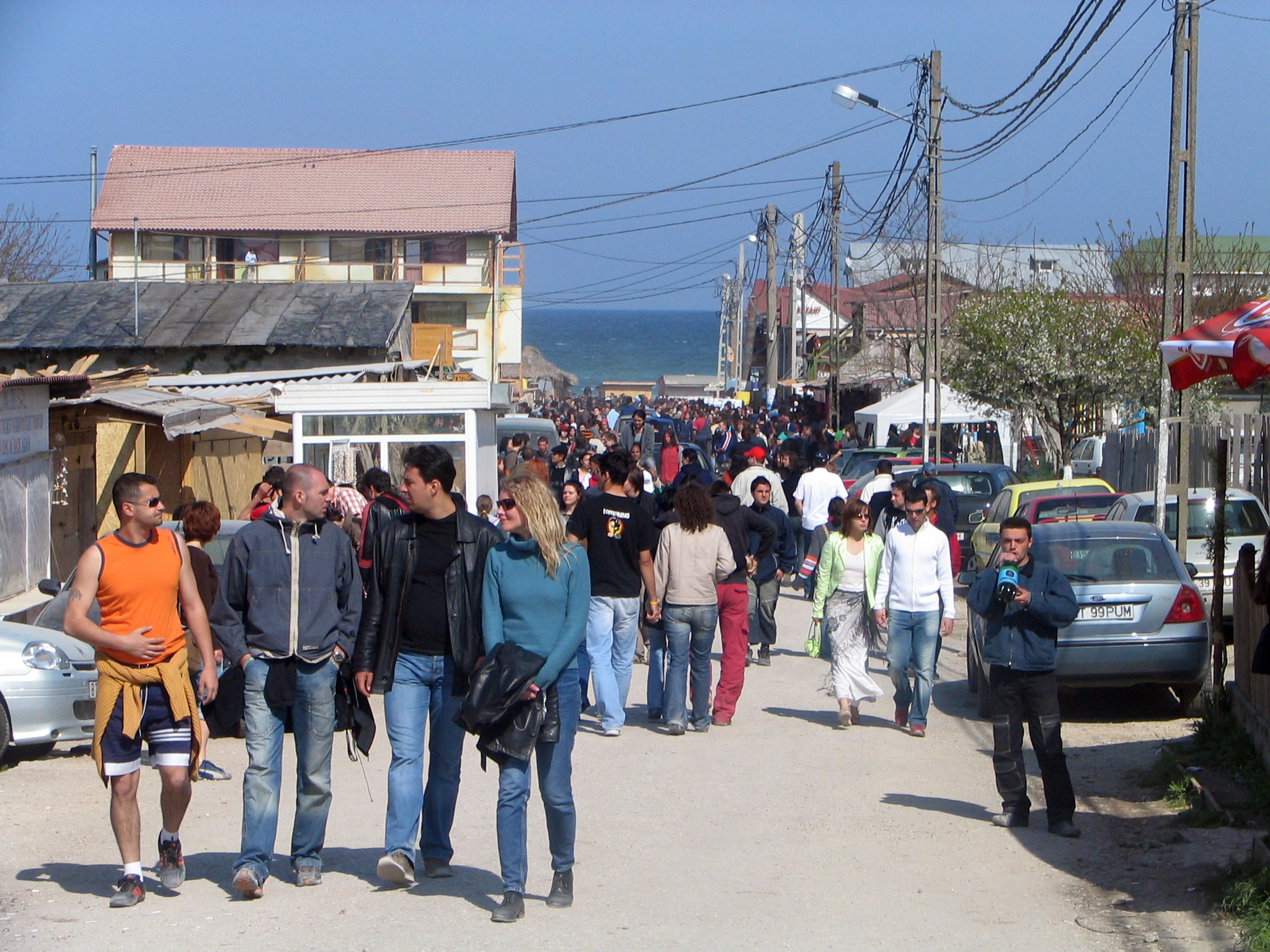
Straßenzug in Vama Veche
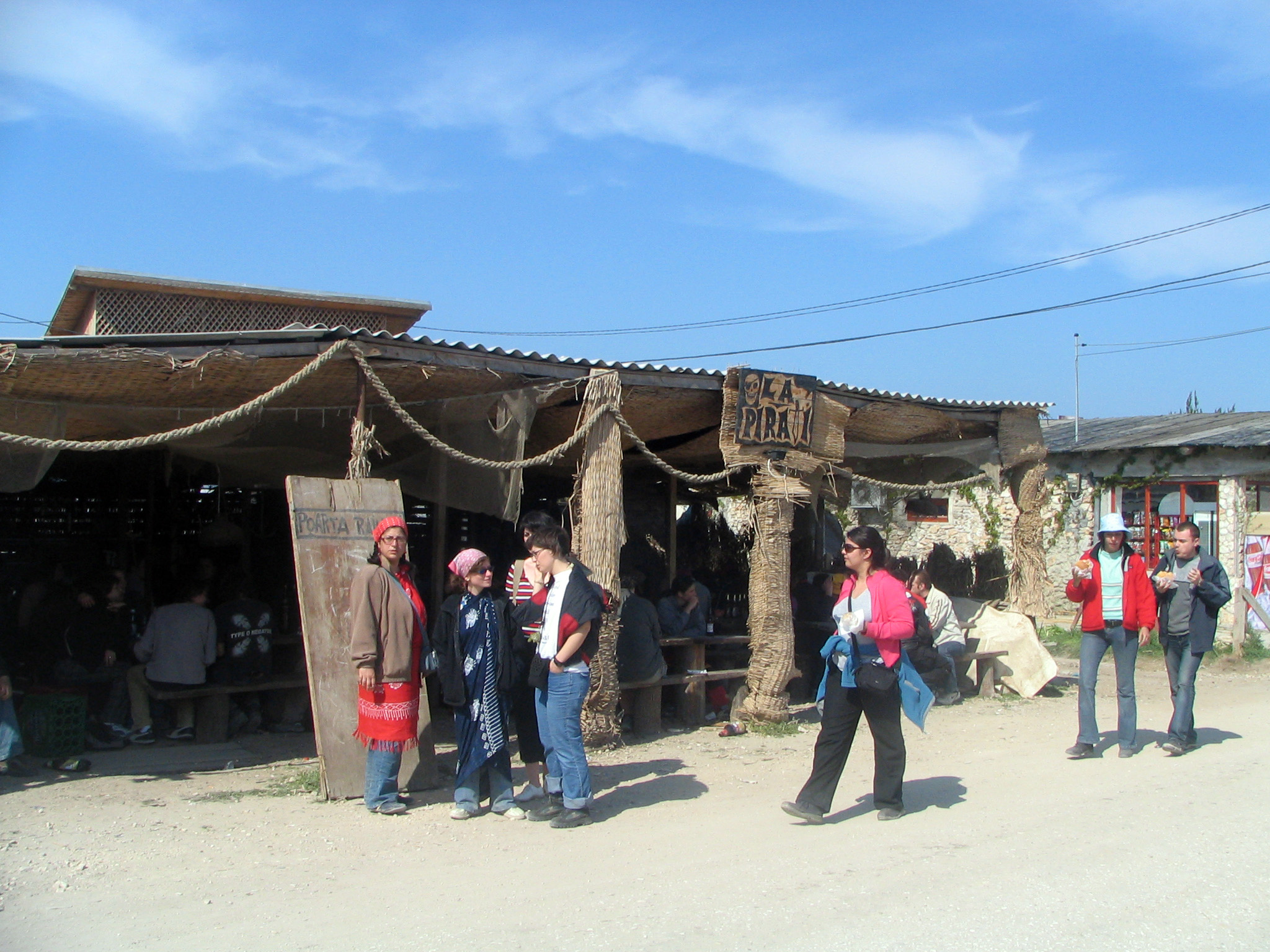
Das nonkonformistische Restaurant „La pirati“ (bei den Piraten)
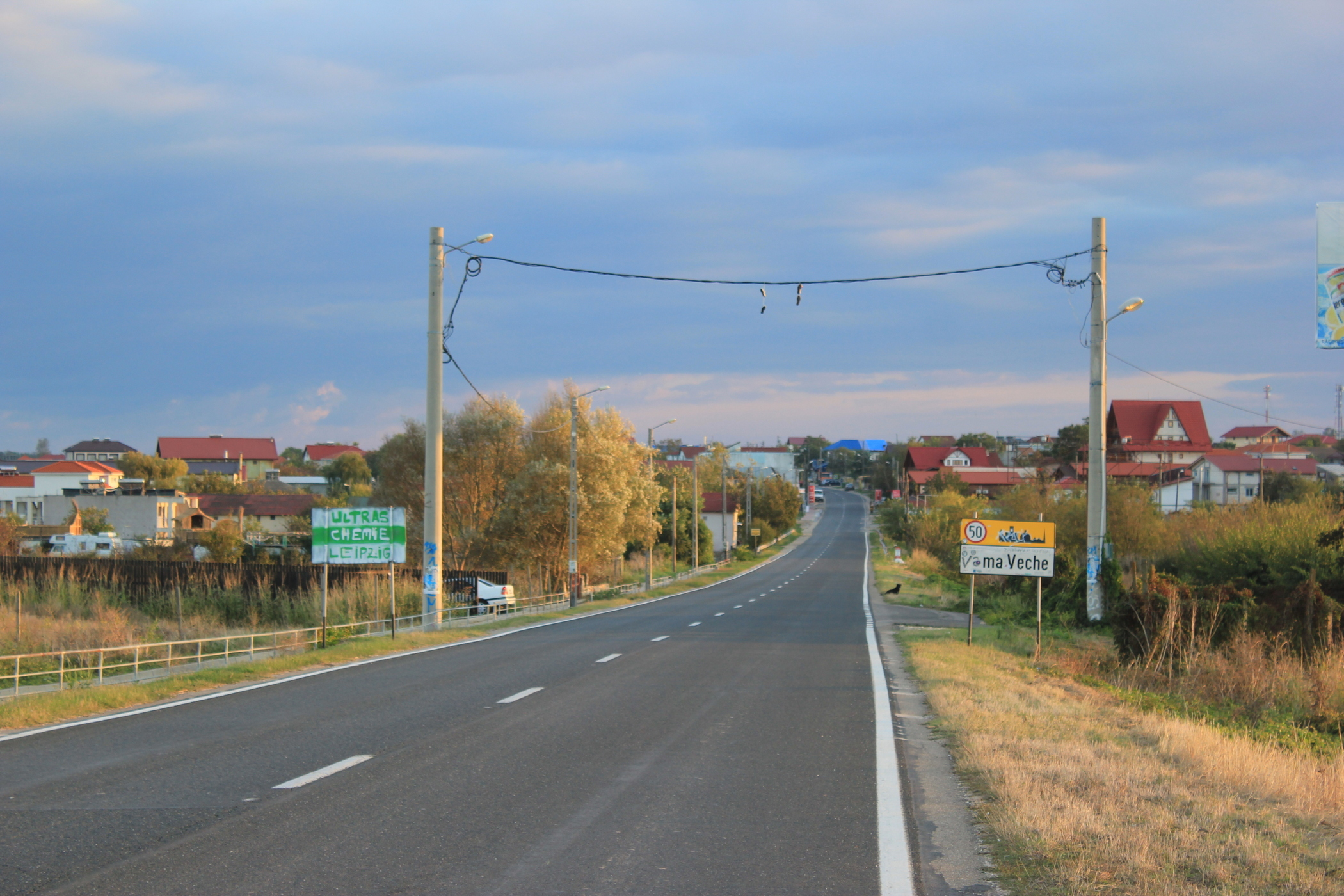
Nördlicher Ortseingang